# 華麗なるギャツビー (2013年の映画)
『華麗なるギャツビー』（かれいなるギャツビー、原題: The Great Gatsby）は、2013年のアメリカ合衆国の恋愛・ドラマ映画。F・スコット・フィッツジェラルドの1925年の小説『グレート・ギャツビー』を原作としており、バズ・ラーマンが監督・脚本を務めている。出演はレオナルド・ディカプリオ、トビー・マグワイア、キャリー・マリガン、ジョエル・エドガートン、アイラ・フィッシャー、ジェイソン・クラークらである。
撮影は2011年9月5日にオーストラリアのシドニーで始まった。元々は2012年12月公開予定であったが、2013年5月10日に延期された。また、第66回カンヌ国際映画祭でオープニング作品として上映される。日本では、6月14日から公開。

## ストーリー
1929年12月、第一次世界大戦の従軍経験者であるニック・キャラウェイは、重度の睡眠障害やアルコール中毒を抱え、療養所で精神科の治療を受けていた。人の良い面を見るよう父に言われて育った彼は、今まで出会った中で最も大きな希望を抱く男性であったジェイ・ギャツビーについて語る。その話を聞いた主治医は、ニックがかつて作家志望であり文章を書くことに思い入れがあるため、彼自身を癒やすためにギャツビーについて考えを書き留めるよう提案する。半信半疑だったニックだが、いざ書き始めると文章は止まる事無く続いていく。
7年前の1922年夏、ニックは作家を目指すことを諦め、中西部からニューヨークに移った。彼はウェスト・エッグの北岸の村にある小さな管理人のコテージを借り、ニューヨークの証券会社で働きはじめる。コテージの隣は、謎めいたビジネス界の大物で、しばしば贅沢なパーティを開くギャツビーの豪邸であった。そしてコテージとギャツビーの豪邸の対岸には、美しいが抑圧された従妹デイジー・ブキャナンと、その夫の大富豪で壮健ながらも支配的なトムという友人夫妻が暮らしていた。二人とディナーを共にしたニックは、デイジーによってもう一人の客と引き合わされる。それは有名な女性ゴルファーのジョーダン・ベイカーで、ニックは彼女を魅力的に思うようになるが、デイジーとトムの夫婦喧嘩を見たジョーダンは、それを止めるでもなく見物し、トムに愛人がいるとニックに告げる。やがて帰宅したニックは、入江に立つギャツビーの姿を見る。ギャツビーは対岸のブキャナン家の桟橋から届く緑の灯火に手を伸ばしていた。
しばらくして、トムはニックを、ウェスト・エッグとニューヨークの間にある産業廃棄物の集積所である「灰の谷」に連れて行き、愛人マートル・ウィルソンと彼女の夫ジョージが所有する自動車整備店に立ち寄る。トムはそのまま別宅であるニューヨークのアパートにニックを招き入れ、そこでマートルの友人たちと乱痴気騒ぎを繰り広げる。流されるままに酩酊したニックはどうにか自宅まで帰り着くが、そこで隣家のギャツビーからの視線を感じて目を覚ます。
ほどなく、ニックはギャツビーのパーティへの招待状を受け取る。パーティ会場を訪れたニックは、招待状を受け取ったのは彼一人であり、客の誰もギャツビーに会ったことがないことを知る。招待客はギャツビーについて好き勝手に噂しあっており、スパイや殺し屋、実在しないとまで言う者もいるが、みなギャツビーの不在を気にせず豪華絢爛なパーティに夢中になっていた。その中でニックはジョーダンに出くわすが、ジョーダンはギャツビーに会ったことがあると言われ、ニックもまたギャツビーと出会う。
ニックに好意的なギャツビーは彼と交流を重ね、やがてニックをマンハッタンへランチに連れて行く。道中、ギャツビーはニックに、自分は裕福な中西部の家に生まれ、戦争の英雄でありオックスフォードの出身だと告げる。半信半疑だったニックだが、ギャツビーへの好感からその過去を気にする事をやめる。やがて二人はスピークイージーに行き、ギャツビーはビジネスパートナーであるマイヤー・ウルフシャイムにニックを紹介する。ニックはマイヤーが明らかにギャングである事に気づいて困惑するが、スピークイージーでトムと遭遇した途端、ギャツビーは逃げるように姿を晦ましてしまう。
自分とギャツビーを引き合わせたのはこうした裏社会に関わらせるためかと怒るニックに対し、ジョーダンはギャツビーとデイジーの関係について教える。アメリカが戦争に突入する直前の1917年に、将校のギャツビーはデイジーと出会って恋に落ちたが、終戦になっても戻らなかったこと。デイジーがトムとの結婚式を挙げようとしたその日に、ギャツビーからの手紙が届いたこと。そしてギャツビーがまだデイジーを愛しており、デイジーが姿を見せることを期待してパーティを催していること。そしてジョーダンは、自分がデイジーと友人であったからギャツビーは彼女に近づき、さらにニックにも関わった事を伝える。ギャツビーがニックに頼みたかったことは、ただデイジーをお茶に招待してくれるよう仲介することだった。恋に一途なギャツビーの純朴な姿を目の当たりにしたニックは、その頼みを引き受ける。そして謝礼として新たな仕事を提供しようとするギャツビーに対し、これは好意からだと伝え、二人の間には表面上だけではない友情が芽生え始める。
約束の日、緊張して普段とは見違えるほどぎこちない様子のギャツビーだったが、ニックの協力もあってデイジーと再会。どぎまぎしたやり取りの後、ギャツビーとデイジーは密かに交際を始める。しかしギャツビーは、デイジーが彼との逃避行を望むと落胆し、逆に彼女がトムと正式に離婚して自分と再婚することを希望するようになる。ニックはそんなギャツビーの姿に、彼女に求めすぎていると忠告をし、過去は変えられないと伝える。だがギャツビーは過去は変えられると断言し、その決意を変えなかった。
デイジーと再会するためだけにパーティを開催していたギャツビーは、目的を達成したことでパーティをやめてしまう。さらにギャツビーはデイジーと逢瀬を重ね続けた結果として周囲から好奇の目で見られるようになり、また表社会と裏社会双方での仕事にも影響が出始める。やがてギャツビーはニックとジョーダンに、自分とデイジーと共にブキャナン家へ同行してくれるよう頼む。彼とデイジーは、そこでトムに別れを告げるつもりであるという。しかしデイジーは全てをトムに明かそうとするギャツビーを止め、その一方でトムの眼の前でギャツビーに愛を囁くなどの矛盾した行動を取る。トムはギャツビーとデイジーの関係を疑い始め、追求するために全員でプラザホテルに行くことを提案する。トムはニックとジョーダンを乗せたギャツビーの車を運転し、ギャツビーはデイジーを乗せたトムの車を運転する。トムがガソリンを入れるためジョージの自動車整備店に立ち寄ると、ジョージはマートルと引っ越す予定で、マートルに浮気の疑いがあると告げる。妻と愛人の両方が失われる可能性に、トムはパニックに陥る。
プラザホテルで、トムは、ギャツビーはオックスフォードに通ったことなどなく、ギャングと酒を密造し、証券市場を荒らして財をなしたペテン師だと非難する。だがギャツビーはオックスフォードには将校特典で5ヶ月通っており、故にオックスフォードに通ったのは事実でオックスフォード卒業生と自称した事はない、トムやデイジーといった名家の栄誉を保証するのは金だけで、商売の方法は問題にならないと反論し、デイジーが自分を愛しているとトムに告げる。ギャツビーとトムの双方から迫られたデイジーは、ギャツビーを愛しているが、トムを愛したことがないとは言えないと言う。さらにトムから決して変えられない生まれの違いを指摘されたギャツビーは激昂して掴みかかり、その様子を見てデイジーは怯えてしまう。そして逃げ出したデイジーを追ってギャツビーもまたホテルを飛び出していく。友人たちのどうしようもない暗い部分を突きつけられたニックは、暗鬱とした気分で今日が自分の誕生日であった事を思い出す。
そして「灰の谷」では浮気をめぐってジョージに激しく折檻されたマートルが、ギャツビーの車をトムのものと取り違えて道に飛び出し、ギャツビーの車に撥ねられて命を落とす。マートルの死を知ったトムは衝撃を受け、ジョージに車はギャツビーの所有物であり、ギャツビーこそがマートルの恋人だったのではないかと告げる。ギャツビーと再会したニックは彼の轢き逃げを咎めるが、ギャツビーの反論から事故が起きた時はデイジーが運転していたという事に気づき、そしてギャツビーがデイジーの罪を被る事を決意したと聞かされる。一方でニックはデイジーがトムに罪を告白し、トムが全て自分に任せろというのを受け入れるやり取りを耳にするが、ギャツビーには伝えられなかった。
ギャツビーは朝にかかってくるデイジーからの電話を待って二人で逃げるのだと言って、ニックからの逃亡の勧めを断り、彼に自身の過去を告白する。ギャツビーは、極貧の生まれであること、本名はジェームズ・ギャッツであり、自分の成功を求めて家出したこと。たまたま出会った大富豪ダン・コーディの命を救ったことで紳士としての振る舞いを学ぶも、彼の遺産を相続できず、無一文の状態で軍隊に入った後にデイジーと出会って恋に落ちたこと。そこでデイジーに相応しい立派な人物になる事を志し、ひたすら昇り詰めることだけを考えて、彼女のためだけに理想の自分を作り上げたことなどの来歴をニックに語る。そして戦後、彼がひとかどの人間になるまで待ってほしいとデイジーに手紙を送ったが、彼女はそうする代わりに、戦争が終わったわずか7ヶ月後に「アメリカで最も裕福な独身男性」トムと結婚したことをニックに明かす。彼のすべては、ひたすらデイジーのために作り上げたものだった。ニックは彼の身の上話を聞いて、別れ際にギャツビーは彼一人だけの方がずっと素晴らしいという心からの賛辞を述べて、ギャツビー邸を後にする。
翌日、ギャツビーはひたすらデイジーからの電話を待ち続け、やがてかかってきた電話をデイジーからのものだと信じて応じようとする。だが応じる間もなく、彼は復讐に燃えて邸宅に忍び込んだジョージに撃ち殺され、直後にジョージもまた自殺してしまう。パーティを開かなくなって以降ギャツビーの醜聞に興味津々だった民衆やメディアは、ギャツビーをマートルの恋人かつ殺人者として書き立て、さらにデイジーはギャツビーを悼む事もなくトムと共にニューヨークから旅立ってしまう。あれほど大勢の人間がパーティに参加しながらも誰もギャツビーの葬儀には現れず、ニックはリポーター以外でただ一人、ギャツビーの葬儀に出席する。そしてギャツビーの人生と死がこの誤った否定的なイメージにされ、誰も彼のことを顧みなかったたことでニックは激昂し、ギャツビー邸の階段の上からリポーターを怒鳴りつけ、彼らを建物から追い出してしまう。ニックはデイジーにもトムにもジョーダンにも、それ以外の人々全員にも失望し、素晴らしい人間はギャツビー一人だけだったと考えるようになる。
やがて世界恐慌が起こり、ニューヨークの街にも、その住人にも嫌気がさしたニックは、街を離れる前夜、荒れ果てたギャツビー邸を訪れて、ギャツビーの人生に思いを馳せていく。ギャツビーの希望を抱く才能、ひたすら叶わぬ夢に向かって突き進んで手を伸ばし続けた姿。ギャツビーにとっては入江の対岸に見える、デイジーの暮らす家の桟橋に輝く緑の灯火こそがすべての象徴で、彼はそれを手に入れられると最後まで信じていたのだ。
療養所で回想録のタイプを終えたニックは、最後にそのタイトルに一節を書き加え、『The Great Gatsby（華麗なるギャツビー）』と題する。

## キャスト
| 役名                         | 俳優                         | 日本語吹替     |
| ---------------------------- | ---------------------------- | -------------- |
| ジェイ・ギャツビー           | レオナルド・ディカプリオ     | 内田夕夜       |
| ニック・キャラウェイ         | トビー・マグワイア           | 加瀬康之       |
| デイジー・ブキャナン         | キャリー・マリガン           | 白石涼子       |
| トム・ブキャナン             | ジョエル・エドガートン       | てらそままさき |
| マートル・ウィルソン         | アイラ・フィッシャー         | 東條加那子     |
| ジョージ・B・ウィルソン      | ジェイソン・クラーク         | ふくまつ進紗   |
| ジョーダン・ベイカー         | エリザベス・デビッキ         | 小松由佳       |
| ウォルター・パーキンス医師   | ジャック・トンプソン         | 小山武宏       |
| マイヤー・ウルフシャイム     | アミターブ・バッチャン       | 勝部演之       |
| ジェイ・ギャツビー（若年期） | カラン・マッコーリフ         |                |
| 物憂げな女性                 | ジェマ・ワード               |                |
| アンリ                       | フェリックス・ウィリアムソン | 志村知幸       |
| ハーツォグ                   | リチャード・カーター         | 向井修         |
| デイジーの母                 | ヘザー・ミッチェル           | 林真里花       |
| ダン・コーディ               | スティーヴ・ビズレー         | 佐々木省三     |
| キャサリン                   | アデレイド・クレメンス       | 冠野智美       |
| チェスター・マッキー         | エデン・フォーク             | 高橋英則       |
| マッキー夫人                 | ケイト・マルヴァニー         | 小林希唯       |
| テディ                       | ガス・マレー                 | 遠藤大智       |
| ラジオの声                   |                              | 後藤光祐       |
| 社員2                        |                              | 奥村翔         |
| ビーチ男                     |                              | 森山和輝       |
| 車掌                         |                              | 時永洋         |
| 車のゲスト                   |                              | 前田一世       |
| パーティ男1                  |                              | 河西健吾       |
| パーティ男4                  |                              | 三輪隆博       |
| 指揮者                       |                              | 梶雅人         |
| 大学生風                     |                              | 木島隆一       |

## 製作

### 企画

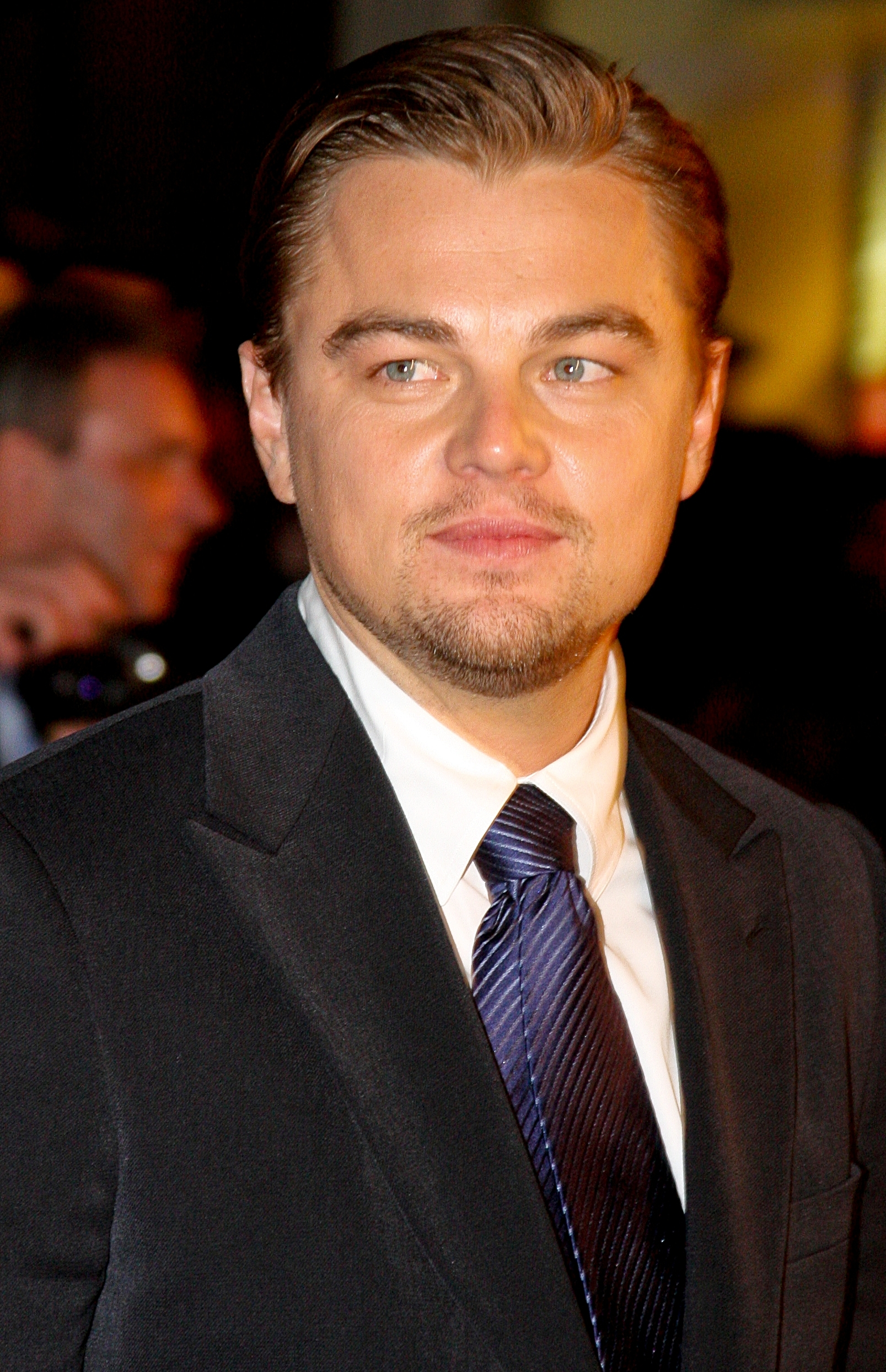
ジェイ・ギャツビーを演じるレオナルド・ディカプリオ。

F・スコット・フィッツジェラルドが1925年に発表した小説『グレート・ギャツビー』は過去、ブロードウェイ舞台化され、また何度も映画化されていた。今回は2008年12月に『バラエティ』は本作をオーストラリア人のバズ・ラーマンが監督する予定であることを報じた。
映画について聞かれた際、ラーマンは裕福な者たちの無責任なライフスタイルを批判するそのテーマであるためによりタイムリーなリメイクになるだろうと答えた。プロジェクトに専念するため、2010年9月にラーマンはオーストラリアから撮影予定地であるニューヨークのチェルシー地区へ家族と一緒に引っ越した。ラーマンは2011年1月にコンシューマー・エレクトロニクス・ショーで『ハリウッド・リポーター』のインタビューに対し、まだどのようなフォーマットで撮影するか決まっていないが3Dの撮影を検討していると語った。2011年1月末時点でラーマンはプロジェクトを進めるべきか疑問を抱いていた。
2010年時点ではソニー・ピクチャーズ エンタテインメントが準備していると報じられたが、2011年にワーナー・ブラザースが出資し、全世界で配給する契約を結んだ。

### キャスティング

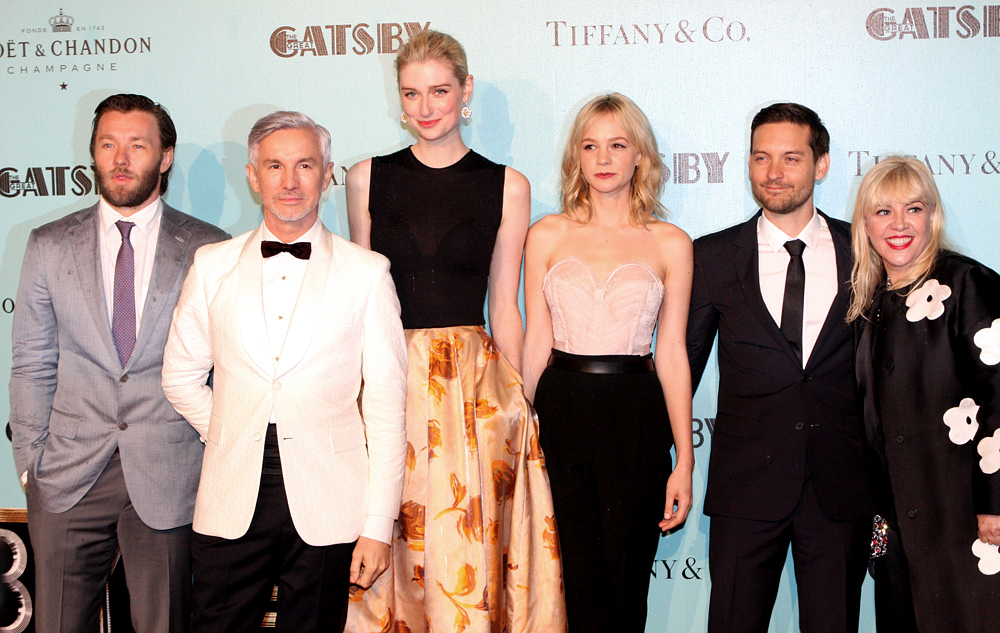
左側から、ジョエル・エドガートン、バズ・ラーマン、エリザベス・デビッキ、キャリー・マリガン、トビー・マグワイア、キャサリン・マーティン。2013年5月22日、シドニーにて

ラーマンは、『華麗なるギャツビー』の出演者を決めるオーディションの検討過程の結果は「非常に勇気づけられた」と述べた。最初にレオナルド・ディカプリオがジェイ・ギャツビー役に決まり、またトビー・マグワイアはニック・キャラウェイ役となった。
2010年10月、アマンダ・サイフリッドがデイジー・ブキャナン役の候補に挙がっていると報じられた。翌月、『Deadline Hollywood』は、ラーマンがデイジー役のためにキーラ・ナイトレイ、レベッカ・ホール、アマンダ・サイフリッド、ブレイク・ライヴリー、アビー・コーニッシュ、ミシェル・ウィリアムズ、スカーレット・ヨハンソンのオーディションをして、さらにナタリー・ポートマンも考慮していると報じた。ヨハンソンはキャメロン・クロウ監督の『幸せへのキセキ』を優先し、直後にイギリス人女優のキャリー・マリガンが筆頭候補となっていることが報じられた。
11月15日、ラーマンはマリガンがデイジー役にキャスティングされたことを発表した。彼女はラーマンがオーディションで演技をしている映像をソニー・ピクチャーズ重役のエイミー・パスカルとダグ・ベルグラードに見せた直後に決定した。ラーマンは「デイジー役に関しては、世界で最も才能のある女優さんたちとその役柄について探る素晴らしい機会を得た。みんなそれぞれに役の解釈があり、どれもとても理にかない面白いものばかりだった。だが今回の作品については、つい先ほどキャリー・マリガンに電話をかけ、『こんにちは、デイジー・ブキャナンさん』と挨拶したよ」と語った。
2011年4月、ベン・アフレックにトム・ブキャナン役の話が持ちかけられたが、彼は監督作『アルゴ』を抱え、スケジュールが競合していた。数週後、アフレックの代わりにジョエル・エドガートンの出演が決まった。トム役には他にブラッドリー・クーパーとルーク・エヴァンズが候補に挙がっていた。また、オーストラリア人女優のアイラ・フィッシャーがマートル・ウィルソン役に決まった。ヴィクトリア芸術大学を卒業したばかりであったオーストラリアの新人エリザベス・デビッキは、ジョーダン・ベイカー役を勝ち取った。2011年6月、ジェイソン・クラークがジョージ・B・ウィルソン役に決まった。

### 撮影
当初撮影は2011年6月より小説の舞台と同じニューヨークで開始する予定であった。しかしながら結局オーストラリアのシドニーで撮影することになり、2011年9月より開始された。
本撮影は2011年12月22日に完了したが、翌2012年1月に追加撮影が行われた。

### VFX
撮影後、1500カット近くのカットについてVFX処理が施された。VFXを担当したプロダクションはアニマル・ロジック、ライジング・サン・ピクチャーズ、Iloura、ILM、Prime Focus、Method Studiosなど7社に及んだ。。

### 衣装について
本作で使用された衣装・小物類については、女性のドレスをプラダ、女性のジュエリーをティファニー、男性服をブルックス・ブラザーズが提供し、各社が記念コレクションを発売したり、使用アイテム公開イベントを開催したりしている。

## マーケティング
1本目の予告編は2012年5月22日に公開された。予告編ではジェイ・Zとカニエ・ウェストの「ノー・チャーチ・イン・ザ・ワイルド」、ジャック・ホワイトの「ラヴ・イズ・ブラインドネス」、アンドレ・3000とビヨンセの「バック・トゥ・ブラック」、ラナ・デル・レイの「ヤング・アンド・ビューティフル」、フローレンス・アンド・ザ・マシーンの「オーヴァー・ザ・ラヴ」が使われた。

## サウンドトラック
サウンドトラック盤は2013年5月7日に発売された。またターゲット限定でデラックス版も発売された。映画音楽はジェイ・ZとThe Bullittsが製作総指揮した。
ラナ・デル・レイとバズ・ラーマンが作詞した曲「ヤング・アンド・ビューティフル」がプロモーション・シングルとして発売された。

## 評価

### 批評家の反応
2013年5月10日時点でRotten Tomatoesでは110件の批評家レビューで支持率は44%、平均点は5.8/10となった。Metacriticでは41の媒体に基づき、55/100となった。
『ウォール・ストリート・ジャーナル』のジョー・モーゲンスターンは「派手な衣装と美術がこの映画に出ている役者の感情表現を駄目にしている。」と評した。

## 日本でのソフト化
ワーナー・ブラザース・ホームエンターテイメントより発売。
- 【初回限定生産】華麗なるギャツビー ブルーレイ&DVDセット（2枚組、2013年10月9日発売）
- 【初回限定生産】華麗なるギャツビー 3D&2D ブルーレイセット（2枚組、2013年10月9日発売）
- 【Amazon.co.jp限定】華麗なるギャツビー Blu-ray BOX豪華版（3枚組、2013年10月9日発売、1,500個完全数量限定）
- 華麗なるギャツビー ＜4K ULTRA HD&ブルーレイセット＞（2枚組、2016年11月2日発売）

## 原作グレートギャツビー

### 小説
- 『グレート・ギャツビー』（The Great Gatsby）、アメリカの作家F・スコット・フィッツジェラルドによる1925年4月10日出版の小説。

### 映画
- 『或る男の一生』（1926年、監督：ハーバート・ブレノン、主演：ワーナー・バクスター）
- 『暗黒街の巨頭』（1949年、監督：エリオット・ニュージェント、主演：アラン・ラッド） - オーウェン・デイヴィス（英語版）作の舞台劇との共原作。
- 『華麗なるギャツビー』（1974年、監督：ジャック・クレイトン、主演：ロバート・レッドフォード）
- 『華麗なるギャツビー』（2000年、監督：ロバート・マーコウィッツ（英語版）、主演：トビー・スティーヴンス）のTV映画。